# Папский герб

Герб Льва XIV

Каждый глава Римско-католической церкви (папа римский) имеет свой собственный личный герб, который служит символом его понтификата.
Гербы всех недавних римских пап содержали изображение папской тиары. Папа Бенедикт XVI изменил эту геральдическую традицию и использовал вместо тиары митру и паллиум. Папа Франциск также сохранил на гербе митру, но убрал паллиум и добавил девиз в бытность им кардиналом. Папа Лев XIV сохранил концепцию герба, введённого Франциском, без паллиума и с девизом.
Папский герб традиционно содержит золотой и серебряный ключи, символизирующие власть связывать и разрешать на земле (серебряный) и на небесах (золотой). Они — отсылка к Евангелию от Матфея:

И я говорю тебе, ты — Пётр, и на сём камне я создам Церковь мою, и врата ада не одолеют её, и дам тебе ключи Царства небесного, и что свяжешь на земле, то будет связано на небесах, и что разрешишь на земле, то будет разрешено на небесах.
— Мф. 16:18, 19
Таким образом, в церковной геральдике ключи отображают в символической форме духовную власть папы римского как викария Христа на Земле.

## Гербы римских пап

Лев XIV (2025-)
Франциск (2013—2025)
Бенедикт XVI (2005—2013)
Иоанн Павел II (1978—2005)
Иоанн Павел I (1978—1978)
Павел VI (1963—1978)
Иоанн XXIII (1958—1963)
Пий XII (1939—1958)
Пий XI (1922—1939)
Бенедикт XV (1914—1922)
Пий X (1903—1914)
Лев XIII (1878—1903)
Пий IX (1846—1878)
Григорий XVI (1831—1846)
Пий VIII (1829—1830)
Лев XII (1823—1829)
Пий VII (1800—1823)
Пий VI (1775—1799)
Климент XIV (1769—1774)
Климент XIII (1758—1769)
Бенедикт XIV (1740—1758)
Климент XII (1730—1740)
Бенедикт XIII (1724—1730)
Иннокентий XIII (1721—1724)
Климент XI (1700—1721)
Иннокентий XII (1691—1700)
Александр VIII (1689—1691)
Иннокентий XI (1676—1689)
Климент X (1670—1676)
Климент IX (1667—1669)
Александр VII (1655—1667)
Иннокентий X (1644—1655)
Урбан VIII (1623—1644)
Григорий XV (1621—1623)
Павел V (1605—1621)
Лев XI (1605—1605)
Климент VIII (1592—1605)
Иннокентий IX (1591—1591)
Григорий XIV (1590—1591)
Урбан VII (1590—1590)
Сикст V (1585—1590)
Григорий XIII (1572—1585)
Пий V (1566—1572)
Пий IV (1559—1566)
Павел IV (1555—1559)
Марцелл II (1555—1555)
Юлий III (1550—1555)
Павел III (1534—1549)
Климент VII (1523—1534)
Адриан VI (1522—1523)
Лев X (1513—1521)
Юлий II (1503—1513)
Пий III (1503—1503)
Александр VI (1492—1503)
Иннокентий VIII (1484—1492)
Сикст IV (1471—1484)
Павел II (1464—1471)
Пий II (1458—1464)
Каликст III (1455—1458)
Николай V (1447—1455)
Евгений IV (1431—1447)
Мартин V (1417—1431)
Григорий XII (1406—1415)
Иннокентий VII (1404—1406)
Бонифаций IX (1389—1404)
Урбан VI (1378—1389)
Григорий XI (1370—1378)
Урбан V (1362—1370)
Иннокентий VI (1352—1362)
Климент VI (1342—1352)
Бенедикт XII (1334—1342)
Иоанн XXII (1316—1334)
Климент V (1305—1314)
Бенедикт XI (1303—1304)
Бонифаций VIII (1294—1303)
Целестин V (1294—1294)
Николай IV (1288—1292)
Гонорий IV (1285—1287)
Мартин IV (1281—1285)
Николай III (1277—1280)
Иоанн XXI (1276—1277)
Адриан V (1276—1276)
Иннокентий V (1276—1276)
Григорий X (1271—1276)
Климент IV (1265—1268)
Урбан IV (1261—1264)
Александр IV (1254—1261)
Иннокентий IV (1243—1254)
Целестин IV (1241—1243)
Григорий IX (1227—1241)
Гонорий III (1216—1227)
Иннокентий III (1198—1216)

## Гербы римскихантипап

Антипапа Феликс V (1439—1449)
Антипапа Иоанн XXIII (1410—1415)
Антипапа Александр V (1409—1410)
Антипапа Бенедикт XIII (1394—1423)
Антипапа Климент VII (1378—1394)

## Связанные с папскими гербами
| Эмблема Святого Престола                          | Государственный герб Ватикана                                                       |
| Эмблема Ватикана (используется на флаге Ватикана) | Эмблема Sede Vacante, используемая в период междуцарствия, когда нет правящего Папы |